# ISO 3166-2:TW
ISO 3166-2:TW – kody ISO 3166-2 dla powiatów, miast oraz miast wydzielonych na Tajwanie.
Kody ISO 3166-2 to część standardu ISO 3166 publikowanego przez Międzynarodową Organizację Normalizacyjną. Kody te są przypisywane głównym jednostkom podziału administracyjnego, takim jak np. województwa czy stany każdego kraju posiadającego kod w standardzie ISO 3166-1. 
Pierwsza część oznaczenia to kod Tajwanu (Republika Chińska) zgodnie z ISO 3166-1, natomiast druga część oznaczenia znajdująca się po myślniku to kod literowy jednostki administracyjnej. 

## Kody ISO
| Kod ISO | Nazwa jednostki administracyjnej | Nazwa jednostki administracyjnej w języku chińskim                 | Rodzaj jednostki administracyjnej |
| ------- | -------------------------------- | ------------------------------------------------------------------ | --------------------------------- |
| TW-HUA  | Hualian                          | chiń. 花蓮縣; pinyin Huālián Xiàn; pe̍h-ōe-jī Hoa-liân-kōan         | powiat                            |
| TW-CYI  | Jiayi                            | chiń. 嘉義; pinyin Jiāyì; Wade-Giles Chia-i; pe̍h-ōe-jī Ka-gī       | miasto                            |
| TW-CYQ  | Jiayi                            | chiń. 嘉義縣; pinyin Jiāyì Xiàn; pe̍h-ōe-jī Ka-gī-kōan              | powiat                            |
| TW-KHH  | Kaohsiung                        | chiń. 高雄; pinyin Gāoxióng; pe̍h-ōe-jī Ko-hiông                    | miasto wydzielone                 |
| TW-KEE  | Keelung                          | chiń. 基隆; pinyin Jīlóng; Wade-Giles Chi-lung; pe̍h-ōe-jī Ki-liông | miasto                            |
| TW-KIN  | Kinmen                           | chiń. 金門縣; pinyin Jīnmén Xiàn; pe̍h-ōe-jī Kim-mn̂g-kōan           | powiat                            |
| TW-LIE  | Lianjiang                        | chiń. 連江縣; pinyin Liánjiāng Xiàn; pe̍h-ōe-jī Lián-kang-kōan      | powiat                            |
| TW-MIA  | Miaoli                           | chiń. 苗栗縣; pinyin Miáolì Xiàn; pe̍h-ōe-jī Biâu-le̍k-kōan          | powiat                            |
| TW-NAN  | Nantou                           | chiń. 南投縣; pinyin Nántóu Xiàn; pe̍h-ōe-jī Lâm-tâu-kōan           | powiat                            |
| TW-NWT  | Nowe Tajpej                      | chiń. 新北; pinyin Xīnběi; pe̍h-ōe-jī Sin-pak                       | miasto wydzielone                 |
| TW-PEN  | Peskadory                        | chiń. 澎湖縣; pinyin Pénghú Xiàn; pe̍h-ōe-jī Phêⁿ-ô·-koān           | powiat                            |
| TW-PEN  | Pingdong                         | chiń. 屏東縣; pinyin Píngdōng Xiàn; pe̍h-ōe-jī Pîn-tong-kōan        | powiat                            |
| TW-TNN  | Tainan                           | chiń. trad. 臺南; pinyin Táinán; pe̍h-ōe-jī Tâi-lâm                 | miasto wydzielone                 |
| TW-TTT  | Taidong                          | chiń. 台東縣; pinyin Táidōng Xiàn; pe̍h-ōe-jī Tâi-tang-kōan         | powiat                            |
| TW-TPE  | Tajpej                           | chiń. 台北 lub 臺北; pinyin Táibĕi; pe̍h-ōe-jī Tâi-pak              | miasto wydzielone                 |
| TW-TXG  | Taizhong                         | chiń. 台中; pinyin Táizhōng; pe̍h-ōe-jī Tâi-tiong                   | miasto wydzielone                 |
| TW-TAO  | Taoyuan                          | chiń. 桃園; pinyin Táoyuán; pe̍h-ōe-jī Thô-hn̂g                      | miasto wydzielone                 |
| TW-HSZ  | Xinzhu                           | chiń. 新竹; pinyin Xīnzhú; Wade-Giles Hsin-chu; pe̍h-ōe-jī Sin-tek  | miasto                            |
| TW-HSQ  | Xinzhu                           | chiń. 新竹縣; pinyin Xīnzhú Xiàn; pe̍h-ōe-jī Sin-tek-kōan           | powiat                            |
| TW-ILA  | Yilan                            | chiń. 宜蘭縣; pinyin Yílán Xiàn; pe̍h-ōe-jī Gî-lân-kōan             | powiat                            |
| TW-YUN  | Yunlin                           | chiń. 雲林縣; pinyin Yúnlín Xiàn; pe̍h-ōe-jī Hûn-lîm-kōan           | powiat                            |
| TW-CHA  | Zhanghua                         | chiń. 彰化縣; pinyin Zhānghuà Xiàn; pe̍h-ōe-jī Chiong-hòa-kōan)     | powiat                            |